# Papa Inocențiu I
Papa Inocențiu I (n. secolul al IV-lea d.Hr., Albano Laziale, Lazio, Regatul Italiei – d. 12 martie 417 d.Hr., Roma, Imperiul Roman) a fost Papă al Romei în perioada 401 - 12 Martie 417.

## Origine
După Liber Pontificalis, Papa Inocențiu I, ar fi fost fiul lui Inocențiu din Albano, însă după mărturia contemporanului său, Sfântul Ieronim, tatăl său era Papa Anastasie I, înainte ca acesta să intre în rândul clerului creștin.

## Cucerirea Romei
Timpul în care Papa Inocențiu I a condus Biserica, a coincis cu o perioadă grea pentru Imperiul Roman de Apus și pentru Roma, care a fost cucerită și distrusă pe 24 august 410 de Regele vizigoților, Alaric I, primul conducător germanic care cucerește Roma. Asediul Romei a început în 408 și mulți cetățeni romani, care nu erau trecuți la creștinism, aduceau sacrificii solemne zeilor păgâni, pentru a obține ajutor împotriva barbarilor. După cucerire, Roma a fost jefuită incontinuu, iar populația masacrată, doar Bisericile au fost respectate de invadatori.

## Primatul Papal
Căderea Romei, descrisă de Sf. Augustin și de Sf. Ieronim în cuvinte încărcate de adâncă durere, nu a însemnat și declinul autorității pontificale. Grija față de toate bisericile este arătată de un mare număr de scrisori trimise de Papa Inocențiu I; dintre acestea, 36 sunt printre primele Scrisori enciclice, documente solemne ale misiunii de învățător al Bisericii. Papa Inocențiu I a stabilit un principiu foarte important pentru disciplina bisericească: diferitele Biserici trebuie să fie în conformitate deplină cu doctrina și tradițiile Bisericii din Roma, fiind astfel unul din puternicii susținători ai principiului "Primatul Papal". 

## Apărarea Sf. Ioan Crysostomul
Recunoaștere autorității papale vine și din partea Patriarhului Constantinopolului, Sfântul Ioan Chrysostom (Sfântul Ioan Gura de Aur), exilat pentru a doua oară, aflat la Cucuz sau Arabissos, în Armenia Mica, care îi trimite scrisori Papei Inocențiu I pentru a-i cere ajutor împotriva lui Teofil din Alexandria, susținut de curtea imperială. Faptul că un patriarh apelează din nou la Scaunul Apostolic al Romei și Papa Inocențiu I va încearca să unească un Conciliu la Salonic, însă violențele și intrigile se opuseră reușitei acestui proiect, au făcut doar ca exilatul Sf. Ioan Crysostomul și se consoleze de aceste eforturi ale Papei scriindu-i, într-o nouă scrisoare, din 406, și fâcându-l pe Papa să îl separe de Teofil ca de un intrus pe scaunul Constantinopolului și persecutor ai credincioșilor rămași fideli Sf. Ioan.
A intervenit cu hotărâre în probleme privind Sfintele Sacramente - Pocăința, Ungerea bolnavilor, Botezul și Nedesfacerea Căsătoriei, pe care a susținut-o și pentru cazul de adulter. În timpul pontificatului său a apărut și s-a răspândit erezia lui Pelagius, condamnată în 416 la Conciliile din Milevi și Cartagina, la inițiativa Sfântului Augustin și cu aprobarea Papei Inocențiu I.
Printre Scrisorile Papei Inocențiu I, este una adresată către Sf. Ieronim și Ioan, Episcop al Ierusalimului, care are ca subiect condamnarea acțiunilor ereziei numite Pelagianism în Betleem.

## Decesul
†A murit la Roma în 417, la 28 iulie, după cum relatează Liber Pontificalis, și a fost înmormântat în Cimitirul Ponțian, de pe calea Portului. 
Câteva secole a fost comemorat pe data de 28 iulie, acum însă este sărbătorit pe 12 Martie.